# Großsteingrab Cramon
Das Großsteingrab Cramon war eine megalithische Grabanlage der jungsteinzeitlichen Trichterbecherkultur bei Cramon, einem Ortsteil von Hohen Wangelin im Landkreis Mecklenburgische Seenplatte (Mecklenburg-Vorpommern). Es trägt die Sprockhoff-Nummer 420.

## Lage
Der ehemalige Standort der Anlage befindet sich nördlich von Cramon, etwa 150 m nördlich der Umgehungsstraße auf dem Gelände der Agrargesellschaft Hohen Wangelin.

## Beschreibung

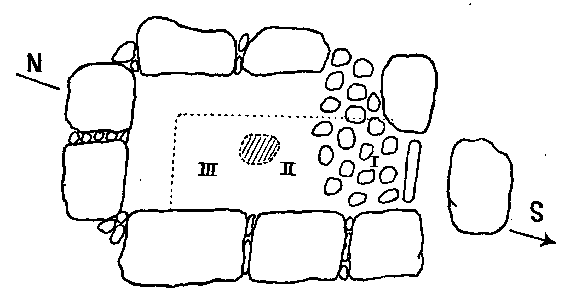
Grundriss des Grabes nach Beltz

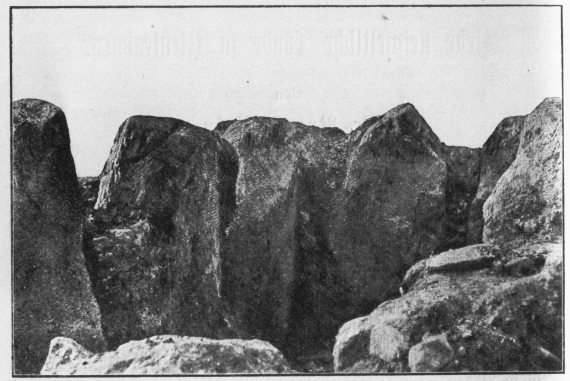
Ansicht des Grabes nach Beltz

Ewald Schuldt und Hans-Jürgen Beier führen das Grab noch als erhalten, durch moderne landwirtschaftliche Bebauung scheint es aber mittlerweile zerstört worden zu sein.
Das Grab besitzt eine längliche Hügelschüttung mit einer Länge von 11 m und einer Breite von 8 m. Die Grabkammer vom Typ Großdolmen ist nord-südlich orientiert. Ernst Sprockhoff konnte 1934 nur noch vier Wandsteine ausmachen. Es handelte sich um jeweils zwei an den Langseiten, wobei drei noch in situ standen.
Eine ausführlichere Beschreibung stammt von Robert Beltz, der hier 1900 eine Ausgrabung durchführte. Er stellte noch eine steinerne Umfassung fest, die er aber nicht näher beschrieb und auch nicht zeichnerisch festhielt. Es waren noch alle drei Wandsteine der westlichen und zwei der östlichen Langseite erhalten. Der südöstliche fehlte bereits. Die nördliche Schmalseite wies ungewöhnlicherweise zwei Abschlusssteine auf. Die südliche Schmalseite bestand aus einem 60 cm hohen Block im Osten und einem 25 cm hohen Schwellenstein im Osten. Hier befand sich der Eingang zur Kammer. Die Zwischenräume der großen Steine waren mit Zwickelmauerwerk aus Steinplatten und Kies ausgefüllt. Am Standort des fehlenden Wandsteins der Ostseite wurde eine größere Ansammlung verstürzten Mauerwerks entdeckt. Vor der Südseite lag ein verschleppter Deckstein. Die Kammer hatte eine Länge von 3,8 m, eine Breite von 1,7 m und eine Höhe von 1,4 m. Der Boden wies ein Pflaster aus kleinen Steinplatten auf, die mit einer Lehmschicht überzogen waren. Der Norden und Osten der Kammer war ungepflastert.

## Funde
Auf dem gepflasterten Teil der Kammer konnte Beltz an der Westwand drei Bestattungen ausmachen. Reste der Skelette waren erhalten, ebenso mehrere Grabbeigaben. Bei der südlichen Bestattung wurden eine Steinaxt, ein Feuersteinbeil, Keramikscherben, eine querschneidige Pfeilspitze sowie drei unbestimmte Feuersteinsplitter gefunden.
In der Mitte der Kammer lag eine Feuerstelle. Dort wurden noch einige Röhrenknochen und ein Zahnfragment gefunden. An Beigaben wurden Keramikscherben und Feuersteinbruchstücke entdeckt. Bei einem der Stücke aus Feuerstein dürfte es sich um ein Messer gehandelt haben.
Im Norden wurden geringe Skelettreste in einer Fuge zwischen zwei Wandsteinen entdeckt. Von den Grabbeigaben waren einige Keramikscherben erhalten. Möglicherweise handelt es sich auch bei einigen verbrannten Feuersteinbruchstücken um Reste von Beigaben, da es zu wenige waren, um als Pflasterung gedient zu haben.
Weiterhin wurden Spuren einer slawenzeitlichen Nachnutzung der Anlage entdeckt. Im Norden der Kammer lag ein eisernes Gerät, wohl ein Messer. Am Südende lag in einer Brandschicht eine slawische Keramikscherbe und auf der Schicht ein Pferdeknochen.

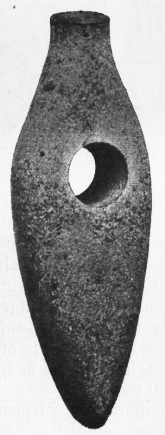
Steinaxt, Bestattung I
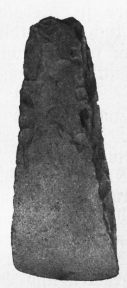
Feuersteinbeil, Bestattung I
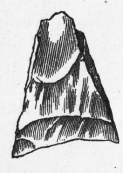
Querschneider, Bestattung I
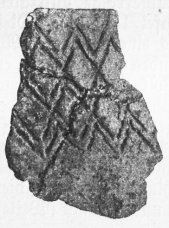
Keramikscherbe, Bestattung I
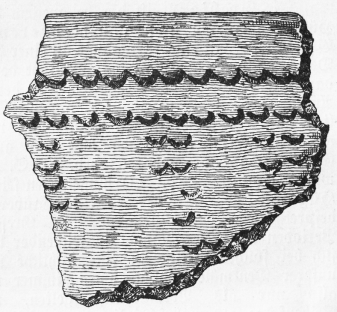
Keramikscherbe, Bestattung II